# میانیو باردوت
میانیو باردو (فرانسوی: Mijanou Bardot‎؛ زادهٔ ۵ مهٔ ۱۹۳۸) بازیگر سینما، و مدل (شخص) اهل فرانسه است. او خواهر کوچک بریژیت باردو می‌باشد.
از فیلم‌ها یا برنامه‌های تلویزیونی که وی در آنها نقش داشته‌است می‌توان به کلکسیونر اشاره کرد.